# Sikiru Adesina
Sikiru Adesina, popularmente conocido como Arakangudu (1971-fallecido el 8 de febrero de 2016), fue un actor, director y productor de cine nigeriano. A lo largo de su carrera, interpretó varios papeles, pero es célebre por sus actuaciones como herbolario, ladrón y oculista. Asimismo, en varias ocasiones fue reconocido como el mejor actor nigeriano.
Falleció el 8 de febrero de 2016 en su residencia de Kaduna, al norte de Nigeria, como consecuencia de un ataque cardíaco.

## Filmografía

### Como actor
| - Ogbologbo (2003) - Ogbologbo 2 (2003) - Ogbologbo 3 (2003) - Eko o'tobi (2004) - Eko o'tobi 2 (2004) | - Ere agbere (2005) - L'ako lawa (2006) - Ìyá ojú ògún (2007) - Ìlù gángan (2009) |

### Como director
- Temi ni tie ko  (2004)
- Temi ni tie ko 2 (2004)
- Agbede ogun (2005)
- Idunnu mi (2007)
- Ìlù gángan (2009)

### Como productor
- Agbede ogun (2005)
- Idunnu mi (2007)